# Mont Magazine
 (novembre 2015).
Le mont Magazine (en anglais : Mount Magazine) est une montagne située dans la partie septentrionale des montagnes Ouachita.

## Toponymie
La montagne tire son nom des explorateurs français qui arpentaient cette région de la Louisiane française. Un glissement de terrain a eu lieu sur cette montagne. Le bruit de l'éboulement était si grand que l'un des explorateurs décrivit le vacarme comme celle d'une explosion de magasin de munitions. Les explorateurs baptisèrent alors la montagne Magasin, anglicisé par la suite en Magazine.
Le Système d'information des noms géographiques (Geographic Names Information System) de l'USGS indique que le nom officiel de ce relief est Magazine Mountain (« montagne Magazine ») et non Mount Magazine (« mont Magazine »), indiquant que la règle veut que « mont » est généralement utilisé pour un pic ou un sommet et « montagne » plus souvent utilisé pour des crêtes, ce qui décrit mieux cette situation présente. Néanmoins, l'histoire l'emporte sur le reste et, depuis l'époque de la colonisation française, la désignation est restée « mont Magazine ».

## Géographie

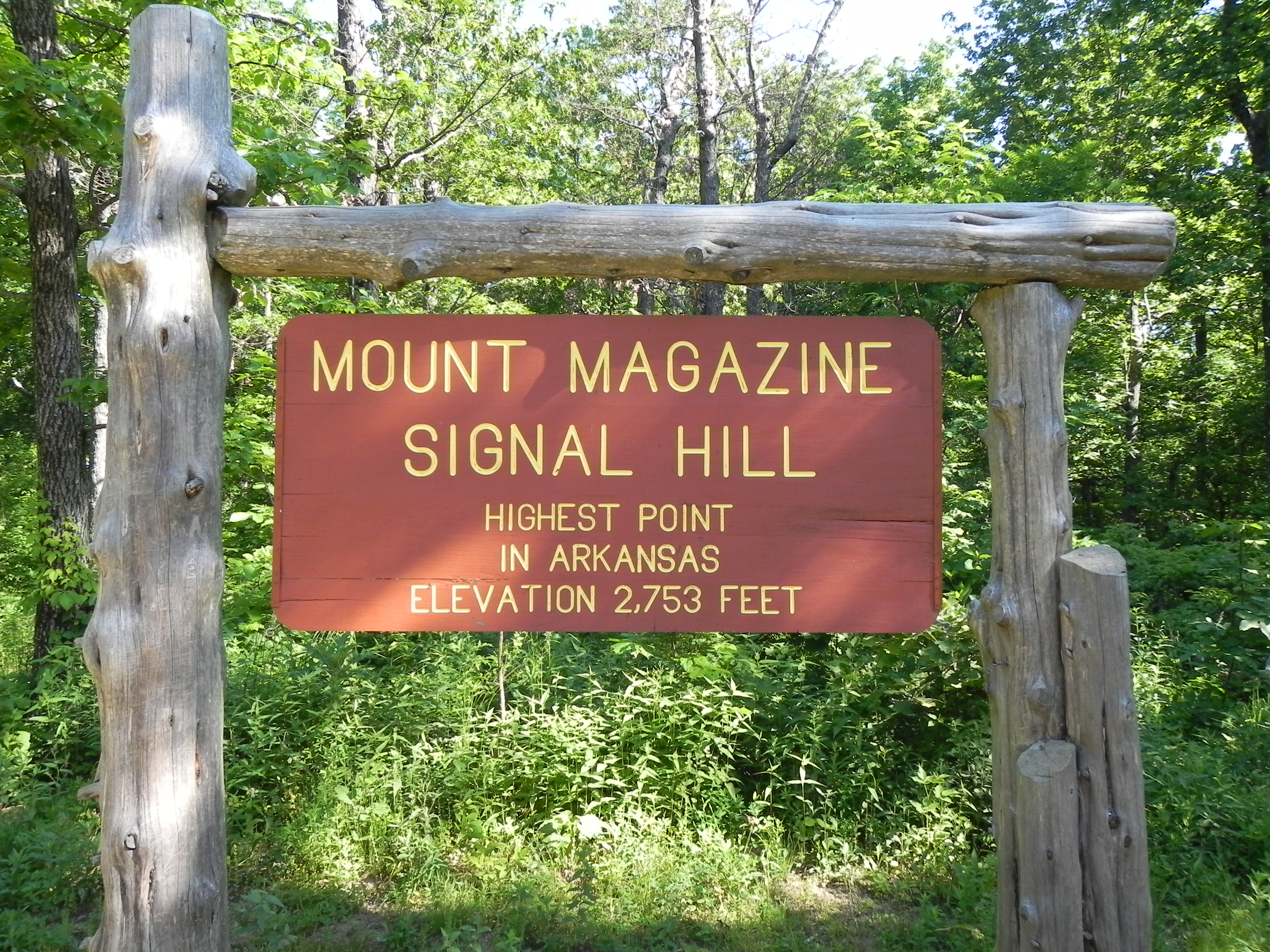
Pancarte indiquant Signal Hill, la cime du mont Magazine.

Le mont Magazine s’étend sur quelque 10 km de longueur dans l'Arkansas, principalement sur le comté de Logan. Le principal sommet est Signal Hill qui culmine à 839 m et qui en fait le plus haut sommet de l'Arkansas. Le mont Magazine fait face, sur son flanc méridional, à la partie principale des montagnes Ouachita séparées d'elles par la vallée de la rivière Petit Jean.

## Histoire
Six sites archéologiques précolombiens datant de la période archaïque, entre 9 500 et 650 ans av. J.-C., ont été découverts sur le mont Magazine. Près du sommet de la montagne, dans un abri, furent mis au jour des artefacts en bois, des tessons de poterie, des ossements d'animaux et des fragments de coquilles de moules, permettant de rattacher ces objets à la civilisation du Mississippi et témoignant des échanges entre tribus amérindiennes vers les contrées voisines des monts Ozarks et des montagnes Ouachita.